# São João de Pirabas
São João de Pirabas est une municipalité brésilienne située dans l'État du Pará.